# Счастливый Лазарь
«Счастливый Лазарь» (итал. Lazzaro felice) — кинофильм режиссёра Аличе Рорвахер, вышедший на экраны в 2018 году.

## Сюжет
В глухой итальянской деревушке под названием Инвиолата (лат. — «Неприкосновенная») живёт группа крестьян, выращивая табак для «королевы сигарет» маркизы де Луна. Несмотря на упорный труд, их долг перед хозяйкой только растёт. Лазарь — молодой крестьянин, простодушием которого пользуются все окружающие, поручая ему самые тяжёлые и неприятные работы. Когда наступает лето, в деревне появляется сама маркиза с юным сыном Танкреди, которому неприятна здешняя атмосфера крепостничества. Однажды он уходит в горы, где скрывается в убежище, обустроенном Лазарем. Танкреди пытается получить выкуп за своё освобождение, но мать не намерена ничего делать для его поисков. Причина становится понятной, когда обеспокоенная подруга Танкреди вызывает-таки карабинеров: выясняется, что маркиза многие годы фактически держала крестьян в рабстве, хотя должна была платить им зарплату и предоставлять различные социальные гарантии. Разоблачение хозяйки приводит к переселению крестьян в город.
Однажды по наивности Лазарь участвует в ограблении хозяйского дома, помогая ворам вынести мебель и даже подсказывает им как открыть шкаф со столовым серебром, а затем погрузить всё похищенное в грузовик. Он просит грабителей подвезти его в город, чтобы найти Танкреди, но жулики предлагают ему идти в город пешком, что он и делает.
Оставшись по-прежнему молодым, Лазарь мистическим образом переносится на несколько десятилетий в будущее, чтобы увидеть, каким образом изменилась жизнь его односельчан… Постаревшие соседи узнают молодого Лазаря. Он видит, что односельчане живут в нищете в трущобах на окраине города рядом с железной дорогой, промышляя мелкими кражами и мошенничеством.
Тёмным зимним вечером Лазарь случайно встречает Танкреди на улице. Тот очень обрадовался, увидев Лазаря. Оказалось, что Танкреди занимается какими-то махинациями в сфере недвижимости. Лазарь приводит его в жилище односельчан, где многие вспоминают Танкреди. Он приглашает всю компанию бомжей к себе домой на обед. Явившись точно в назначенное время односельчане сталкиваются с женой Танкреди, которая вежливо отказывает им, не забыв при этом взять купленные ими в подарок пирожные. В довершение неприятностей их грузовик ломается, и соседи вынуждены толкать его, по пути мечтая вернуться обратно в свою деревню.
На следующий день Лазарь приходит в банк, откуда накануне выгнали Танкреди, и просит вернуть тому всё его имущество. Сотрудники банка отказывают, а посетители, стоявшие в очереди, неожиданно избивают Лазаря до смерти.

## В ролях
- Адриано Тардиоло — Лазарь
- Аньезе Грациани — Антония в молодости
- Альба Рорвахер — Антония
- Лука Чиковани — Танкреди в молодости
- Томмазо Раньо — Танкреди в зрелом возрасте
- Сержи Лопес — Ультимо
- Наталино Балассо — Никола
- Карло Тармати — Карлетто
- Паскуалина Шунча — Суора
- Николетта Браски — маркиза Альфонсина де Луна
- Эдоальдо Монтальто — Пиппо в детстве
- Карло Массимино — Пиппо взрослый
- Джулия Каккавелло — Тереза в молодости
- Элизабетта Роккетти — Тереза в зрелом возрасте

## Награды и номинации
- 2018 — приз Каннского кинофестиваля за лучший сценарий (Аличе Рорвахер).
- 2018 — приз «Золотой Хьюго» за лучший фильм на Чикагском кинофестивале.
- 2018 — приз «Дух свободы» на Иерусалимском кинофестивале.
- 2018 — три приза Каталонского кинофестиваля в Сиджесе: специальный приз жюри, приз жюри Carnet Jove, приз критиков имени Хосе Луиса Гарнера (все — Аличе Рорвахер).
- 2018 — участие в конкурсной программе Лондонского и Мюнхенского кинофестивалей.
- 2018 — награда европейских университетов в рамках премии Европейской киноакадемии, а также 4 номинации: лучший европейский фильм, лучший европейский режиссёр, лучший европейский сценарист (все — Аличе Рорвахер), лучшая европейская актриса (Альба Рорвахер).
- 2018 — попадание в десятку лучших иностранных фильмов года по версии Национального совета кинокритиков США.
- 2018 — три номинации на премию «Серебряная лента»: лучший фильм, лучшая актриса второго плана (Николетта Браски), лучшая работа художника-постановщика (Эмита Фригато).
- 2019 — приз молодёжного жюри на Роттердамском кинофестивале.
- 2019 — 9 номинаций на премию «Давид ди Донателло»: лучший фильм, лучший режиссёр, лучший сценарий (все — Аличе Рорвахер), лучший продюсер (Карло Кресто-Дина), лучшая актриса второго плана (Николетта Браски), лучшая операторская работа (Элен Лувар), лучшая работа художника-постановщика (Эмита Фригато), лучший дизайн костюмов (Лоредана Бушеми), лучший звук.
- 2019 — номинация на премию «Независимый дух» за лучший международный фильм.
- 2019 — номинация на премию Европейской киноакадемии в категории «Выбор зрителей».
- 2020 — номинация на премию Лондонского кружка кинокритиков за лучший фильм на иностранном языке.
- 2020 — Гран-при XVII Международного благотворительного кинофестиваля «Лучезарный ангел».

## Критика
Фильм получил смешанные отзывы российских критиков.
«Счастливый Лазарь»: Великая красота утраченного времени
Трехслойная, перегруженная символами притча о переселении итальянского народа из деревни в город подчас так многозначительна, что кажется, будто снимал ее автор лет семидесяти, решивший наконец сказать проклятому современному миру все, что он о нем думает. Этот автор еще помнит заветы неореализма, но уже совершенно не способен выражаться внятно. И придумав несколько интересных поворотов для нехитрого сюжета, увы, забыл, к чему это все было. Вторая — городская — часть фильма, в которой герои демонстрируют, что хуже феодального угнетения может быть только безличное угнетение современной капиталистической машины, утомительна и одновременно бесцельна. Рорвакер и ее герои кружатся на одном месте в ожидании финала, который, несмотря на весь символизм, высокую поэзию и звучащий за кадром орган, скорее разочаровывает.Василий Степанов, Сеанс.ру
«Счастливый Лазарь» Аличе Рорвакер: божественное кино о потерянном чуде
Магия постановки Рорвакер в том, как через коллективные сцены с итальянской болтовней она дает подглядеть, как проживание момента сменяется копошением, как итальянский сон Обломова растворяется в циничной взрослости, а сказительство без цели, только ради истории, вытесняется законами жанра. «Счастливый Лазарь» — кино о том, как быть крупицей в пейзаже, и приспособлении к тому, как пейзаж необратимо меняется от родного к враждебному. Навыки Лазаря по приготовлению снадобья из полевых трав нужны в 90-е не больше, чем волчий вой: все это осталось в сказках, которые рассказывают на ночь детям, выросшим в панельных домах.Алиса Таежная, Афиша Daily
Чудеса в нищете
Иногда фильм кажется слишком явным социальным высказыванием: феодализм — это плохо, капитализм — это плохо, человек — это так себе, природа — это хорошо. Но сама Рорвакер уверяет, что не противопоставляет «плохой» город «хорошей» деревне и речь в фильме вообще не об этом. Речь об эксплуатации, о том, что все эксплуатируют всех и всегда можно найти кого-то, кто все стерпит. В каком-то смысле «Счастливый Лазарь» — притча о Средневековье, о том, как люди, жившие в феодальном обществе, переходят в общество капиталистическое и несут свое Средневековье с собой.Ксения Рождественская, Коммерсантъ
«Счастливый Лазарь»: Святой на ферме
В новом фильме Аличе Рорвахер оживает не только библейская притча о воскресшем Лазаре, но и житие святого Франциска Ассизского. Лазарь из Инвиолаты так же, как и средневековый святой, способен усмирять животных, и даже дикий волк его не трогает, признавая в нем хорошего человека. Здесь не переписываются известные истории на новый лад, а умело вплетаются в современность канонические тексты. Копни немного глубже – и за всем технологическим прогрессом проступит вечное Средневековье. Для подневольных маркизы оно и в принципе не может закончиться. Внешний мир неузнаваемо изменился, но его суть осталась прежней. Феодализм уступил место капитализму, но никому от этого легче не стало.Валерия Динчер, СоюзКино